# Bros kronkelbladmos
Bros kronkelbladmos (Tortella fragilis) is een soort uit de kleimosfamilie (Pottiaceae). 

## Determinatie
Het mos is donkergroen tot geelachtig of zwartbruin van kleur. De stengels zijn 1–5 cm lang en de bladeren staan verspreid langs de stam, met een glanzende bladbasis. De bladeren zijn taai, stijf en fragiel aan de basis van de top, waar ze een scherpe, smalle punt hebben. De bladeren kunnen verschillen in vorm, van smal lancetvormig tot lineair.
Bros kronkelbladmos plant zich zowel vegatatief als geslachtelijk voort. Vegetatieve voortplanting gebeurt door middel van afvallende, puntige, stugge bladtoppen. Geslachtelijke voortplanting gebeurd door midden van sporen uit de sporenkapsel. De plant is dioecisch (tweehuizig), wat betekent dat mannelijke en vrouwelijke voortplantingsorganen zich op aparte planten bevinden. De sporenkapsels zijn klein, 1,8–3 mm, met lange, spiraalgewonden peristoomtanden. De sporen zijn geelbruin en meten 8–12 micron in doorsnede.

## Ecologie
De twee Nederlandse vondsten zijn gedaan op kalkrijk zand in een vochtige duinvallei. In het buitenland is de soort vooral te vinden op een laagje humus op kalksteen en andere basenrijke rotsen in de bergen. Aan de Schotse noordoostkust zijn enkele vondsten bekend van vochtig zand in duinvalleien, overeenkomstig de Nederlandse standplaats.

## Verspreiding
Bros kronkelbladmos werd in 1841 en 1845 door Dozy in een duinvallei te Noordwijk verzameld. Het gaat om een opmerkelijke vondst buiten het areaal van deze arctisch-boreale-montane soort. In België komt de soort niet voor. In Duitsland moeten we naar de Alpen en het Zwarte Woud om deze soort tegen te komen. Er zijn enkele vondsten in Midden-Duitsland gedaan, de dichtstbijzijnde ligt in het Rothaargebergte. In Engeland is de soort onbekend, in Schotland is het mos zeer zeldzaam.

## Fotogalerij

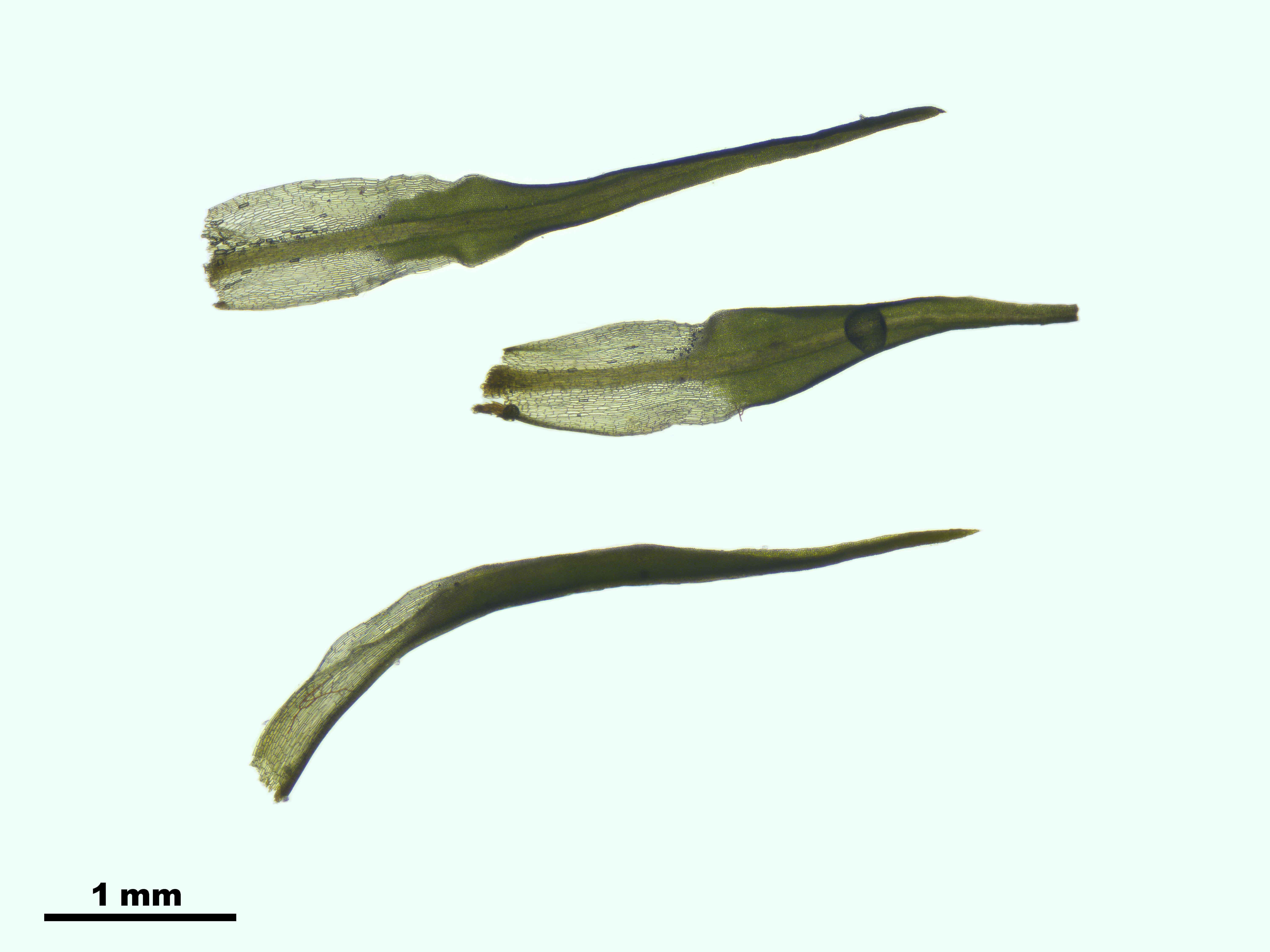
Bladeren
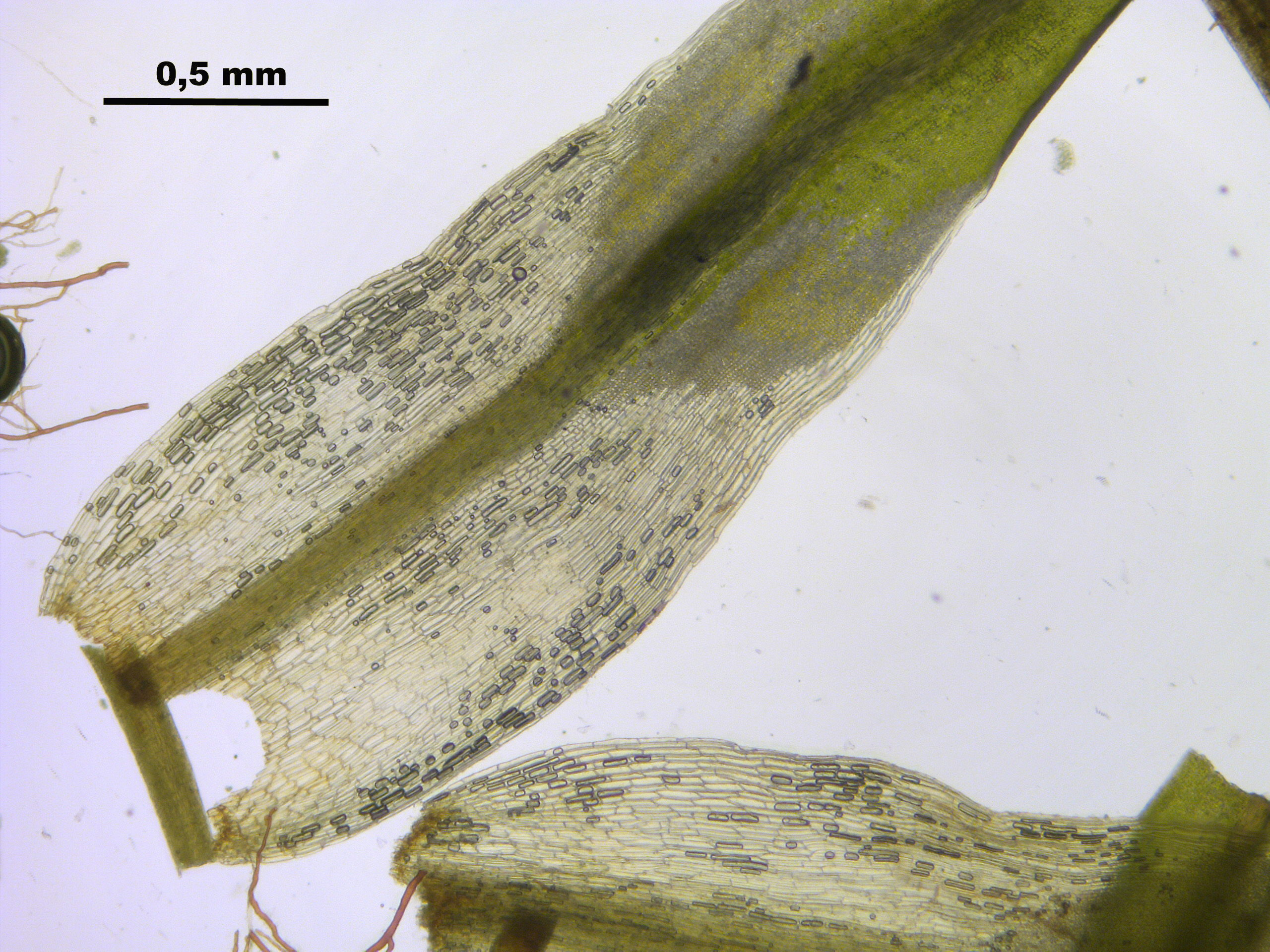
Bladvoet
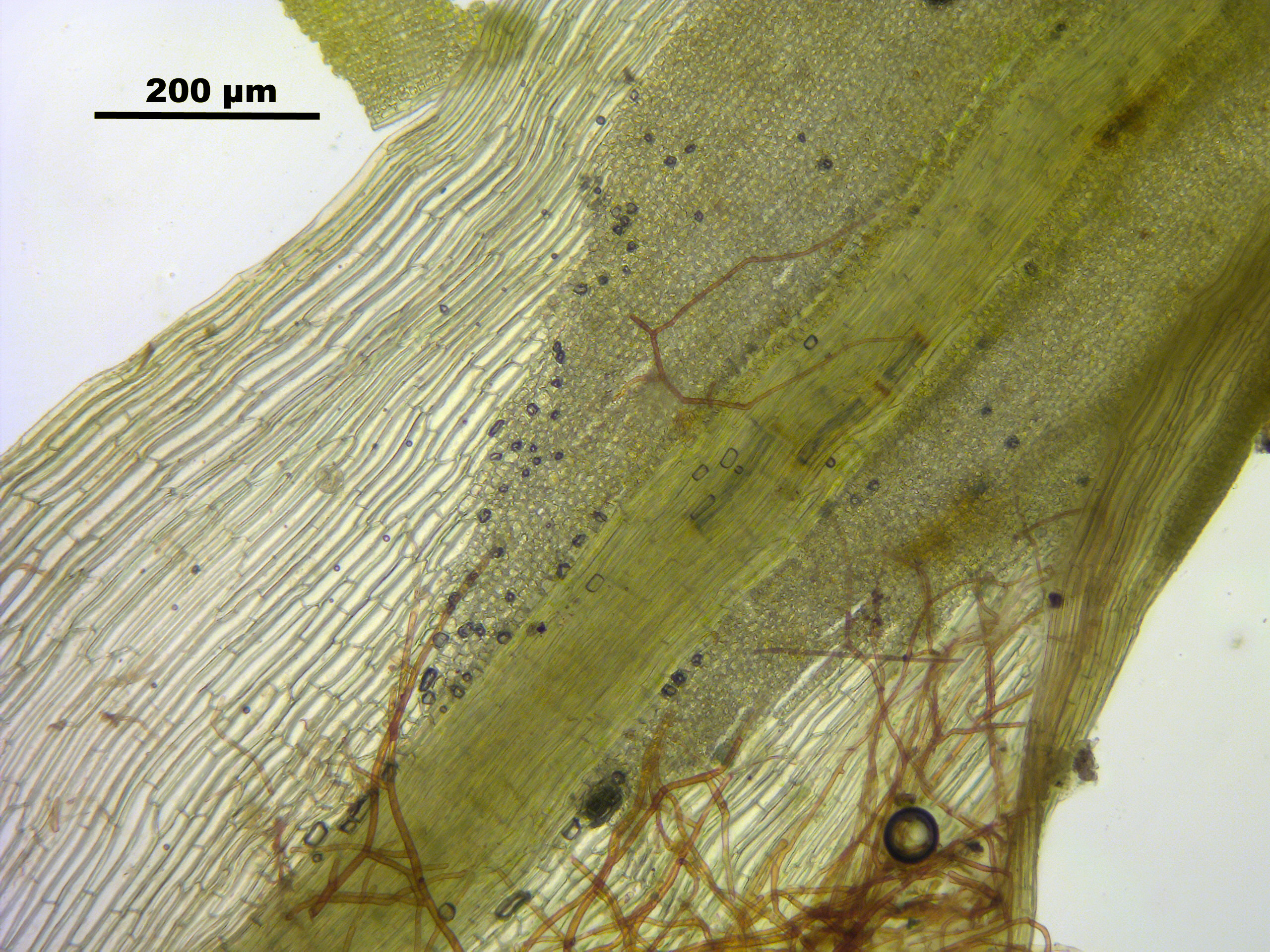
Bladcellen midden
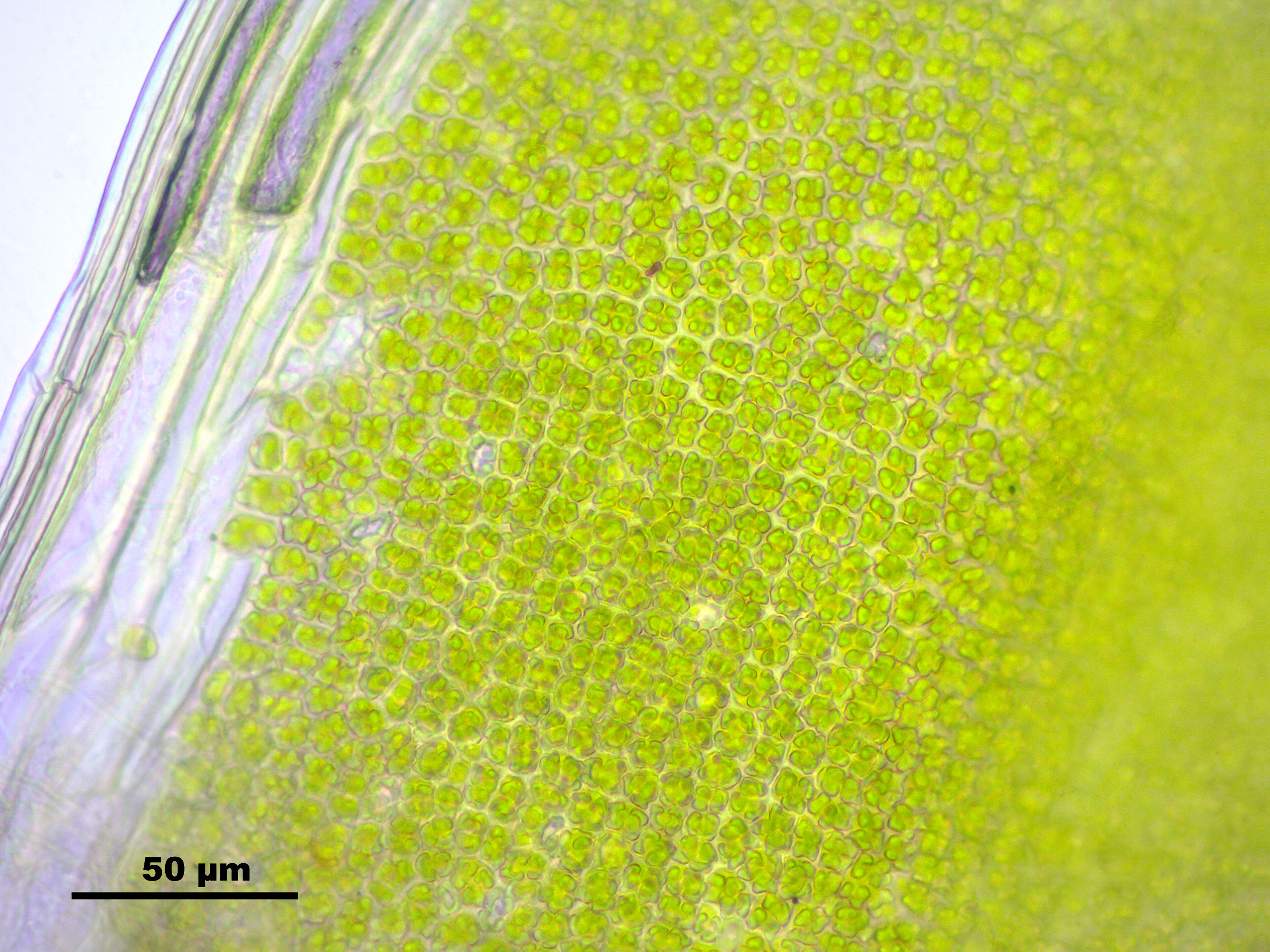
Bladcellen
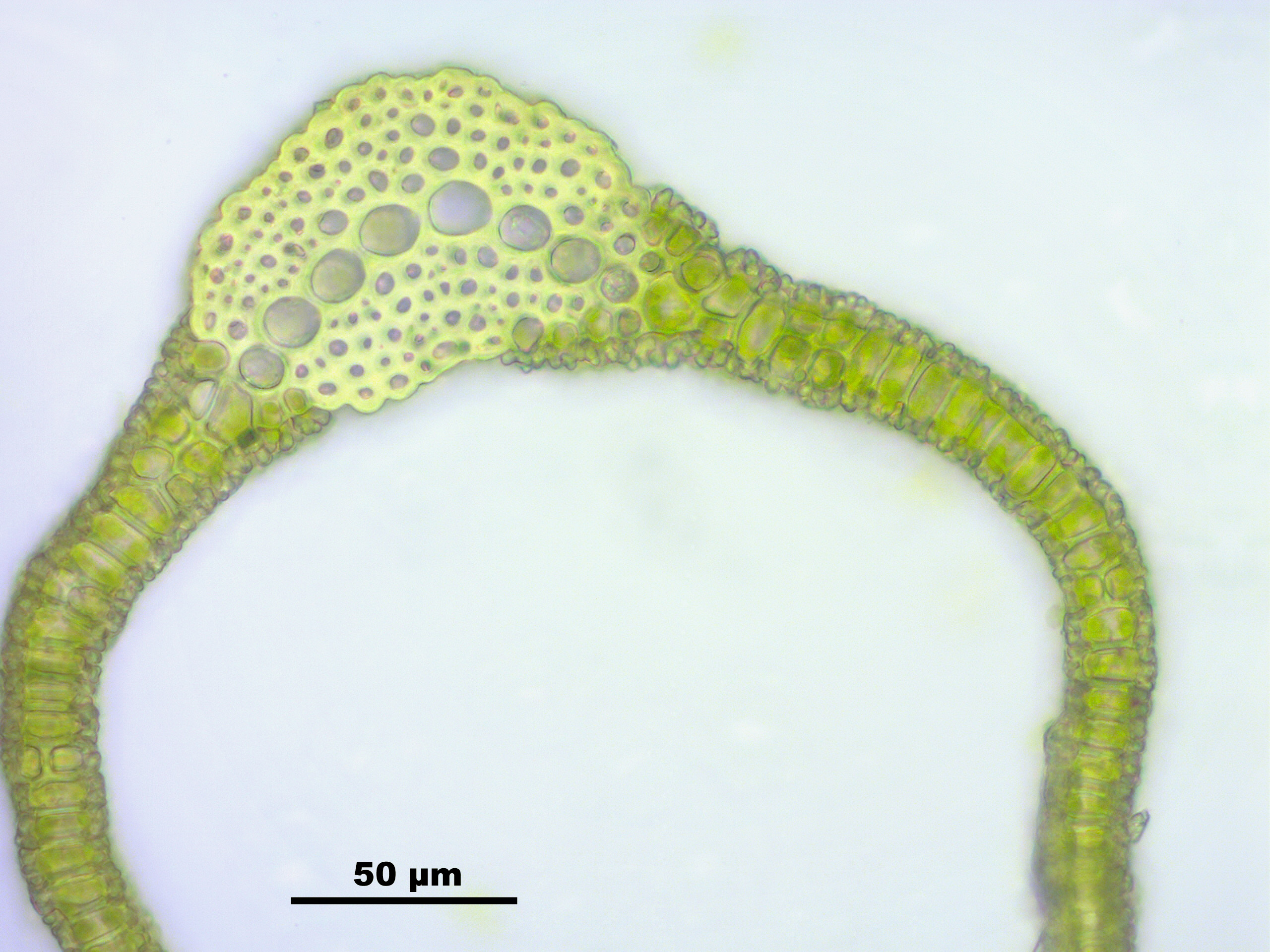
Bladdoorsnede
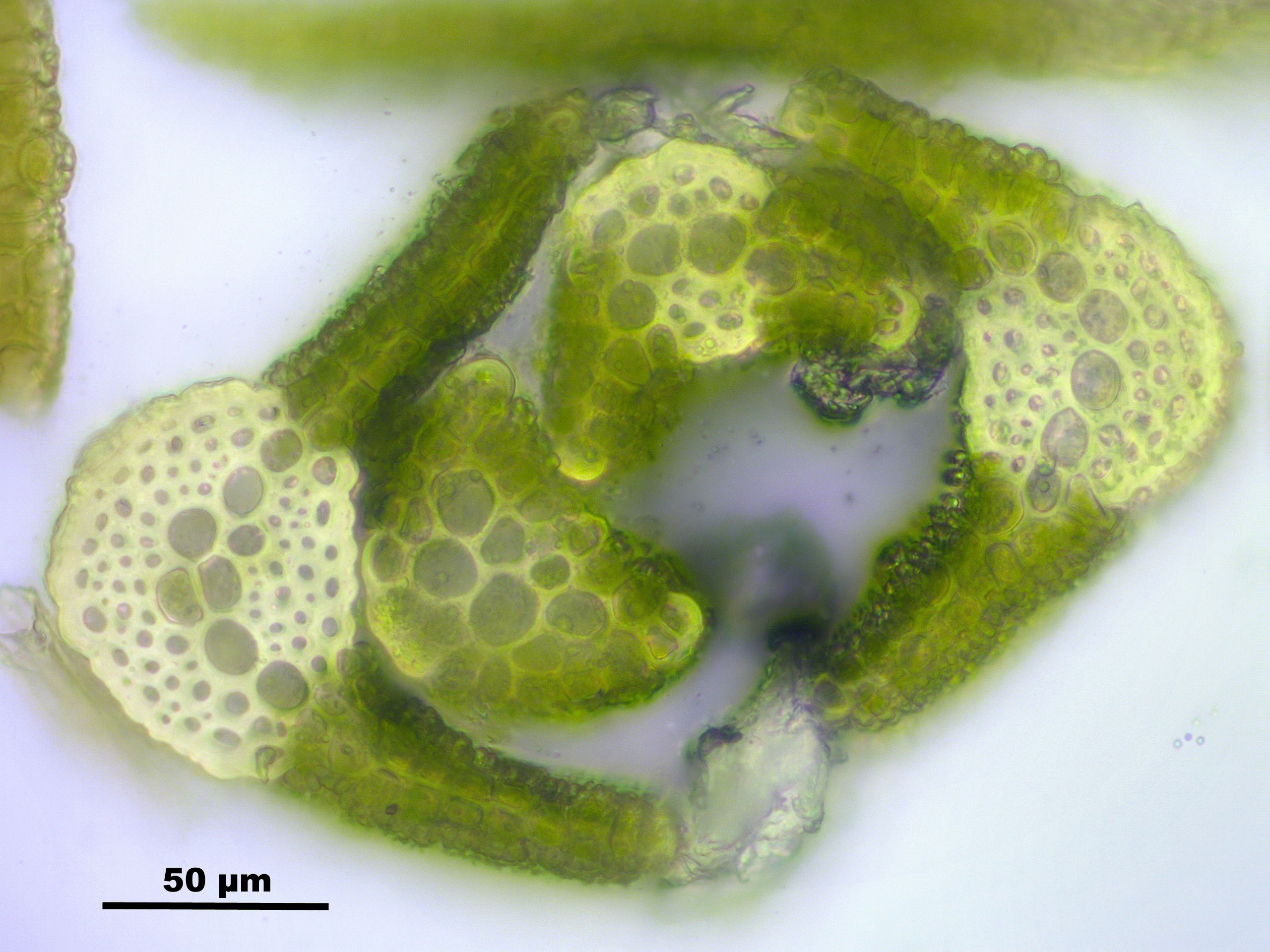
Bladdoorsnede
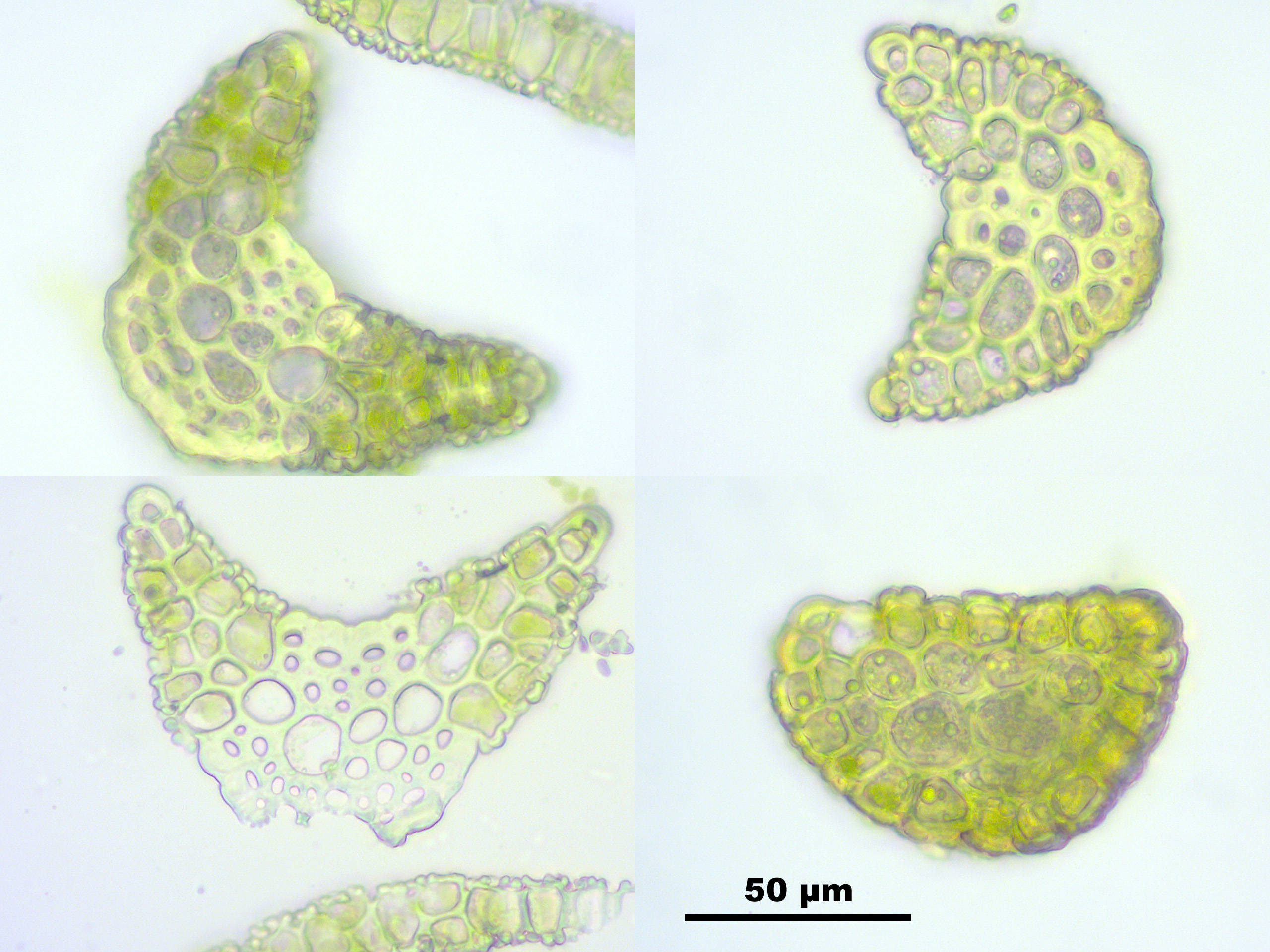
Bladdoorsnede
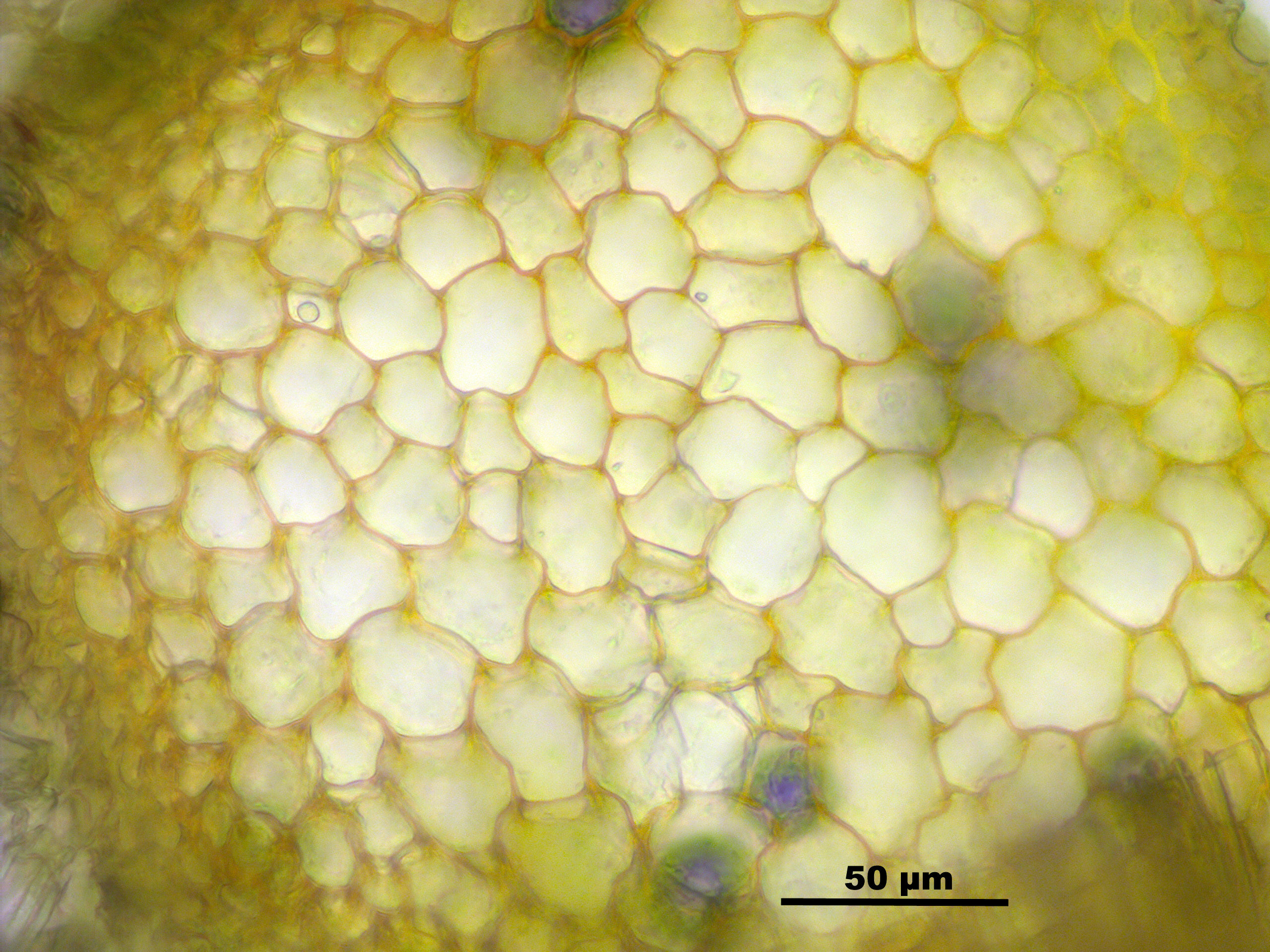
Stengeldoorsnede